# Gershon Legman
Gershon Legman (* 2. November 1917 in Scranton, Pennsylvania; † 23. Februar 1999 in Opio, Frankreich) war ein amerikanischer Folklorist, Bibliograf und Kulturkritiker.

## Leben und Wirken
Gershon Legman wurde als Sohn des Ehepaares Emil und Julia Friedman Legman geboren. Beide waren ost- oder mitteleuropäischer jüdischer Herkunft; sein Vater war ein Schochet. Gemäß seiner Todesanzeige in The Independent (London) wurde ihm in seiner Kindheit von seinen Klassenkameraden mit Pferdemist „koscher“ auf die Stirn geschrieben. Dieses Erlebnis war für ihn prägend; aufgrund dieser Erfahrung beharrte er auf der Auffassung, dass Sadismus und Gewalt in der amerikanischen Kultur wegen der extremen Tabuisierung des Themas Sex stark verankert sind.
Legman war (außer von 1964 bis 1965, als er zusammen mit den Folkloristen Alan Dundes und Vance Randolph, dem bekannten Erforscher der Ozark-Kultur als Autor vor Ort an der University of California war) ein freier Gelehrter und gehörte somit keinem Institut an. In der Volkskunde und Folklore-Forschung war er ein Pionier der seriösen Beschäftigung mit Tabuthemen, Erotik und Pornografie.
Diese Interessen hatte er bereits als junger Mann entwickelt, aber er begeisterte sich auch für Origami und für Mozart. Später, im Sommer 1955, konnte er Felix Tikotin überzeugen, das Amsterdamer Stedelijk Museum für eine Ausstellung des japanischen Papierfaltkünstlers Akira Yoshizawa zur Verfügung zu stellen.
Im Jahr 1940, im Alter von 23 Jahren, schrieb er den ersten Teil einer Abhandlung über orale sexuelle Techniken, Oragenitalism, Part 1, Cunnilinctus unter dem Künstlernamen Roger - Maxe de la Glannege, einem Anagramm von Gershon Legman. Fast alle Exemplare wurden von der Polizei konfisziert und zerstört.
Er war zwei Jahre lang Bibliograf und Buchkäufer des Kinsey-Instituts. Legman handelte auch mit erotischer Literatur. 1949 erschien seine freudianische gesellschaftskritische Analyse Love and Death (zu deutsch: „Liebe und Tod“), eine Kritik an der kulturellen Zensur von Sexualität. Die Kernthese lautet, Amerika sei übermäßig freizügig in der Darstellung von Gewalt und deshalb rigide in der Darstellung von Erotik. Legman gelang der Vertrieb seiner Abhandlung durch den Postversand, bis der United States Postal Service die Obszönität des Inhaltes bemerkte und sich weigerte, das Buch zuzustellen.
Dabei argumentierte Love und Death im Kern äußerst moralisch. Als Legman 1948 eine Konferenz über die Psychopathologie der Comics besuchte und dort Fredric Wertham kennenlernte, schrieb er einen Aufsatz über das Thema der krankhaften Gefahr der Comics für die Zeitschrift Neurotica (Nr. 3, 1948) und vertiefte seine Kritik in dem Buch. Legman kritisierte an den Comics, dass sie bereits Kindern die permissive Auffassung von Gewalt nahebrächten.
Neurotica war das Projekt eines jungen Schriftstellers und Antiquitätenhändlers aus St. Louis, Jay Irving Landesman.
Die Zeitschrift veröffentlichte Beiträge von Kenneth Patchen, von Marshall McLuhan erschienen Auszüge aus The Mechanical Bride und der Aufsatz The Psychopathology of 'Time' and 'Life'  (Nr. 5, Autumn 1949). McLuhan nahm Comics ebenfalls ernst. Er hatte bereits 1944 in der Januarnummer der auflagestarken katholischen Zeitschrift Columbia einen polemischen Aufsatz über das Muttersöhnchen Dagwood aus dem populären Comic-strip Blondie veröffentlicht. Legman seinerseits veröffentlichte in der ersten Nummer von McLuhans Zeitschrift Explorations (Dezember 1953) eine weitere Kritik der Comics. In Nummer 7 erschien sein skandalöser Aufsatz The Bawdy Song in Fact and in Print (1957, S. 139–156). Ein weiterer Neurotica-Autor war Legmans Freund John Clellon Holmes (Tea for Two, in Nr. 2, 1948) – Holmes beschrieb Legman übrigens als kleine kriegerische Kopie Balzacs („a small belligerent facsimile of Balzac“).
Legman verfasste sehr viele Aufsätze, Rezensionen und Buchkommentare, teilweise gesammelt in The Horn Book (1964). Seine Texte dienten zur Einführung in die bekannten Tagebücher My Secret Life des viktorianischen Don Juan „Walter.“ Im selben Jahr (1966) gab er einen Nachdruck der Sammlung obszöner russischer Erzählungen des Folkloristen Alexander Afanassjew heraus. 1976 veröffentlichte er gewagte Texte Mark Twains, darunter die diesem zugeschriebene Erzählung The Mammoth Cod (1902?).
Aufgrund des ihm drohenden Prozesses wegen der Verletzung der Vorschriften des United States Postal Service durch die Verbreitung von Love and Death verließ Legman im Jahr 1953 die USA und zog nach Frankreich. Dank einer kleinen Erbschaft konnte er etwas Land mit einem verfallenen Gebäude der Templer in Valbonne, in den Seealpen in Frankreich erwerben, wo er die nötige Freiheit zum Arbeiten hatte.
Legman gab zwei umfangreiche Bände Limericks aus mündlichen und schriftlichen Quellen heraus (1953, 1977). Der erste Band dieser Reihe erschien 1953 in Frankreich (1970 in den USA): The Limerick enthielt über 1700 Limericks. Der Nachfolgeband hieß The New Limerick (1977). Legmans Hauptwerk, die beiden Bände über den obszönen Witz, Rationale of the Dirty Joke und No Laughing Matter erhielten auch gute Kritiken. Kurz vor seinem Tod veröffentlichte er aus dem Nachlass von Vance Randolph zwei Bände vormals unpublizierbarer Lieder und Erzählungen, Roll Me in Your Arms und Blow the Candle Out. (1992).
1999 starb Gershon Legman in seinem selbstgewählten Exil in Frankreich.

## Werke (Auswahl)

### Als Autor
Aufsätze
- The Language of Homosexuality. An American Glossary. In: George W. Henry: Sex Variants. A study of homosexual patterns. Paul B. Hoeber Publ., New York 1941, 2 Bde., S. 1149–79.
- The Psychopathology of Comics[3]. In: John C. Holmes (Hrsg.): Neurotica. 1948–1951. Landesman Books, London 1981, ISBN 0-905150-26-0 (Nachdr. d. Ausg. New York 1948).
- Institutionalized Lynch. The Anatomy of a Murder-Mystery[4]. In: John C. Holmes (Hrsg.): Neurotica. Landesman Books, London 1981, ISBN 0-905150-26-0.
- By Popular Demand. In: John C. Holmes (Hrsg.): Neurotica. Landesman Books, London 1981, ISBN 0-905150-26-0[5]
- Epizootics. In: John C. Holmes (Hrsg.): Neurotica. Landesman Books, London 1981, ISBN 0-905150-26-0[6]
- The Castration Complex. In: John C. Holmes (Hrsg.): Neurotica. Landesman Books, London 1981, ISBN 0-905150-26-0 (zusammen mit Alvin Lustig)[7]
- Bawdy Monologues and Rhymed Recitations. In: Southern Folklore Quarterly, Bd. 40 (1976), S. 59–122, ISSN 0038-4127.
- Erotic Folksongs and Ballads. An International Bibliography. In: Journal of American Folklore, Bd. 103, October-December 1990, S. 417–501, ISSN 0021-8715.

Bücher
- Oragenitalism. An Encyclopaedic Outline of Oral Technique in Genital Excitation, Part 1, Cunnilinctus. J. R. Brussel, New York 1940. 63 S. (Auflage konfisziert und vernichtet)
- Love and Death. A Study in Censorship. Breaking Point Publ., New York 1949.
- On the Cause of Homosexuality. Two Essays, the Second in Reply to the First. Breaking Point Publ., New York 1950 (zusammen mit G. V. Hamilton)[8]
- Bibliography of Paper-folding. Priory Press, Malvern 1952. 8 S. (kein Nachdruck!)[9]
- The Horn Book. Studies in Erotic Folklore and Bibliography. Cape Books, London 1970 (Nachdr. d. Ausg. New Hyde Park, NY 1964).
- The Guilt of the Templars. Basic Books, New York 1966 (zusammen mit Henry Charles Lea).
- The Fake Revolt. Breaking Point Publ., New York 1967.
- An Analysis of Sexual Humor. Grove, New York 1968.

1. Rationale of the Dirty Joke. 1968[10]
2. No Laughing Matter. 1975.

- Kusspraktiken. Oralgenitale Praktiken („Oragenitalism. Oral Techniques in genital Excitation“). 6. Aufl. Stephenson, Flensburg 1975 (früherer Titel Intime Küsse. Oralgenitale Praktiken).
- Les Chansons de salle de garde. R. Deforges, Paris 1972. 440 S.

### Als Herausgeber
- The Limerick. 1700 Examples with Notes, Variants and Index. Wings Books, New York 1991, ISBN 0-517-06505-3 (Nachdr. d. Ausg. New York 1970)
- Walter (Pseudonym): My Secret Life. Neuaufl. Grove, New York 1982 (2 Bde.)[11]
- Mark Twain: The Mammoth Cod, and, Adress to the Stomach Club. Maledicta Press Publ., Milwaukee, WI 1976, ISBN 0-916500-01-2.
- The New Limerick. 2750 Unpublished Examples, American and British. Crown, New York 1979, ISBN 0-517-53091-0.
- The Art of Mahlon Blaine. A Reminiscence. Peregrine Press, East Lansing, Mich. 1982. 82 S. (zusammen mit Robert Arrington (Einleitung) und Roland Trenary (Bibliographia)).
- Vance Randolph: Unprintable Ozark Folksongs and Folklore. University of Arkansas Press, Fayatteville, NC

1. Roll Me in Your Arms. Folksongs and Music. 1992, ISBN 1-55728-231-5.
2. Blow the Candle Out. Folk Rhymes and Other Lore. 1992, ISBN 1-55728-237-4.

### Als Mitarbeiter (Einleitung u.ä.)
- John Stephen Farmer: Merry Songs and Ballads. Prior to the year A.D. 1800. Cooper Square Publ., New York 1964 (5 Bde., Nachdr. d. Ausg. London 1897).
- Robert Burns: The Merry Muses of Caledonia. University Books, New Hyde Park, NY 1965.
- Giuseppe Pitrè, Alexander Nikolajewitsch Afanassjew: Russian Secret Tales. Bawdy Tales of Old Russia. Brussel & Brussel Press, New York 1966.
- Patrick J. Kearney (Hrsg.): The Private Case. An Annotated Bibliography of the Private Case Erotica Collection in the British Library. Landesman Books, London 1981, ISBN 0-905150-24-4.